# Olympische Sommerspiele 2024/Bogenschießen
Bei den Olympischen Spielen 2024 in Paris wurden auf der Esplanade des Invalides vom 25. Juli bis 4. August insgesamt fünf Wettbewerbe im Bogenschießen ausgetragen.

## Bilanz

### Medaillenspiegel
| Platz  | Land               | Gold | Silber | Bronze | Gesamt |
| ------ | ------------------ | ---- | ------ | ------ | ------ |
| 1      | Südkorea           | 5    | 1      | 1      | 7      |
| 2      | Frankreich         | —    | 1      | 1      | 2      |
| 2      | Vereinigte Staaten | —    | 1      | 1      | 2      |
| 4      | China              | —    | 1      | —      | 1      |
| 4      | Deutschland        | —    | 1      | —      | 1      |
| 6      | Mexiko             | —    | —      | 1      | 1      |
| 6      | Türkei             | —    | —      | 1      | 1      |
| Gesamt | Gesamt             | 5    | 5      | 5      | 15     |

### Medaillengewinner
| Disziplin         | Gold                                             | Silber                                                          | Bronze                                                 |
| ----------------- | ------------------------------------------------ | --------------------------------------------------------------- | ------------------------------------------------------ |
| Männer Einzel     | Kim Woo-jin (KOR)                                | Brady Ellison (USA)                                             | Lee Woo-seok (KOR)                                     |
| Männer Mannschaft | SüdkoreaKim Woo-jin Kim Je-deok Lee Woo-seok     | FrankreichBaptiste Addis Thomas Chirault Jean-Charles Valladont | TürkeiMete Gazoz Ulaş Berkim Tümer Abdullah Yıldırmış  |
| Frauen Einzel     | Lim Si-hyeon (KOR)                               | Nam Su-hyeon (KOR)                                              | Lisa Barbelin (FRA)                                    |
| Frauen Mannschaft | SüdkoreaLim Si-hyeon Jeon Hun-young Nam Su-hyeon | ChinaAn Qixuan Li Jiaman Yang Xiaolei                           | MexikoÁngela Ruiz Alejandra Valencia Ana Paula Vázquez |
| Mixed Mannschaft  | SüdkoreaKim Woo-jin Lim Si-hyeon                 | DeutschlandFlorian Unruh Michelle Kroppen                       | Vereinigte StaatenBrady Ellison Casey Kaufhold         |

## Zeitplan
| Datum     | Start | Ende  | Disziplin         | Runde                                              |
| --------- | ----- | ----- | ----------------- | -------------------------------------------------- |
| 25. Juli  | 09:30 | 12:30 | Frauen Einzel     | Platzierungsrunde                                  |
| 25. Juli  | 14:15 | 17:15 | Männer Einzel     | Platzierungsrunde                                  |
| 28. Juli  | 09:30 | 11:05 | Frauen Mannschaft | Achtelfinale                                       |
| 28. Juli  | 14:15 | 17:55 | Frauen Mannschaft | Viertelfinale, Halbfinale, Finale, Duell um Bronze |
| 29. Juli  | 09:30 | 11:05 | Männer Mannschaft | Achtelfinale                                       |
| 29. Juli  | 14:15 | 17:55 | Männer Mannschaft | Viertelfinale, Halbfinale, Finale, Duell um Bronze |
| 30. Juli  | 12:00 | 15:55 | Männer Einzel     | 1. und 2. Runde                                    |
| 30. Juli  | 12:00 | 15:55 | Frauen Einzel     | 1. und 2. Runde                                    |
| 30. Juli  | 17:45 | 20:25 | Männer Einzel     | 1. und 2. Runde                                    |
| 30. Juli  | 17:45 | 20:25 | Frauen Einzel     | 1. und 2. Runde                                    |
| 31. Juli  | 12:00 | 15:55 | Männer Einzel     | 1. und 2. Runde                                    |
| 31. Juli  | 12:00 | 15:55 | Frauen Einzel     | 1. und 2. Runde                                    |
| 31. Juli  | 17:45 | 20:25 | Männer Einzel     | 1. und 2. Runde                                    |
| 31. Juli  | 17:45 | 20:25 | Frauen Einzel     | 1. und 2. Runde                                    |
| 1. August | 09:30 | 13:25 | Männer Einzel     | 1. und 2. Runde                                    |
| 1. August | 09:30 | 13:25 | Frauen Einzel     | 1. und 2. Runde                                    |
| 1. August | 15:30 | 19:25 | Männer Einzel     | 1. und 2. Runde                                    |
| 1. August | 15:30 | 19:25 | Frauen Einzel     | 1. und 2. Runde                                    |
| 2. August | 09:30 | 12:05 | Mixed Mannschaft  | Achtelfinale                                       |
| 2. August | 14:15 | 17:25 | Mixed Mannschaft  | Viertelfinale, Halbfinale, Finale, Duell um Bronze |
| 3. August | 09:30 | 11:15 | Frauen Einzel     | Achtelfinale                                       |
| 3. August | 13:00 | 15:20 | Frauen Einzel     | Viertelfinale, Halbfinale, Finale, Duell um Bronze |
| 4. August | 09:30 | 11:15 | Männer Einzel     | Achtelfinale                                       |
| 4. August | 13:00 | 15:20 | Männer Einzel     | Viertelfinale, Halbfinale, Finale, Duell um Bronze |

## Ergebnisse

### Männer

#### Einzel
| Platz | Land               | Athleten       |
| ----- | ------------------ | -------------- |
| 1     | Südkorea           | Kim Woo-jin    |
| 2     | Vereinigte Staaten | Brady Ellison  |
| 3     | Südkorea           | Lee Woo-seok   |
| 4     | Deutschland        | Florian Unruh  |
| 5     | Frankreich         | Baptiste Addis |
| 6     | Italien            | Mauro Nespoli  |
| 7     | Türkei             | Mete Gazoz     |
| 8     | Südkorea           | Kim Je-deok    |

#### Mannschaft
| Platz | Land              | Athleten                                              |
| ----- | ----------------- | ----------------------------------------------------- |
| 1     | Südkorea          | Kim Je-deok Kim Woo-jin Lee Woo-seok                  |
| 2     | Frankreich        | Baptiste Addis Thomas Chirault Jean-Charles Valladont |
| 3     | Türkei            | Mete Gazoz Ulaş Berkim Tümer Abdullah Yıldırmış       |
| 4     | China             | Kao Wenchao Li Zhongyuan Wang Yan                     |
| 5     | Chinesisch Taipeh | Li Zih-siang Tai Yu-hsuan Tang Chih-chun              |
| 5     | Indien            | Dhiraj Bommadevara Pravin Jadhav Tarundeep Rai        |
| 5     | Italien           | Federico Musolesi Mauro Nespoli Alessandro Paoli      |
| 5     | Japan             | Takaharu Furukawa Junya Nakanishi Fumiya Saito        |

### Frauen

#### Einzel
| Platz | Land       | Athletinnen         |
| ----- | ---------- | ------------------- |
| 1     | Südkorea   | Lim Si-hyeon        |
| 2     | Südkorea   | Nam Su-hyeon        |
| 3     | Frankreich | Lisa Barbelin       |
| 4     | Südkorea   | Jeon Hun-young      |
| 5     | Indonesien | Diananda Choirunisa |
| 6     | Mexiko     | Alejandra Valencia  |
| 7     | Indien     | Deepika Kumari      |
| 8     | Türkei     | Elif Berra Gökkır   |

#### Mannschaft
| Platz | Land              | Athletinnen                                             |
| ----- | ----------------- | ------------------------------------------------------- |
| 1     | Südkorea          | Lim Si-hyeon Nam Su-hyeon Jeon Hun-young                |
| 2     | China             | Yang Xiaolei Li Jiaman An Qixuan                        |
| 3     | Mexiko            | Alejandra Valencia Ana Paula Vázquez Ángela Ruiz        |
| 4     | Niederlande       | Gabriela Schloesser Quinty Roeffen Laura van der Winkel |
| 5     | Chinesisch Taipeh | Lei Chien-ying Li Tsai-chi Chiu Yi-ching                |
| 5     | Deutschland       | Michelle Kroppen Katharina Bauer Charline Schwarz       |
| 5     | Indien            | Ankita Bhakat Bhajan Kaur Deepika Kumari                |
| 5     | Indonesien        | Diananda Choirunisa Rezza Octavia Syifa Nurafifah Kamal |

### Mixed
| Platz | Land               | Athleten                         |
| ----- | ------------------ | -------------------------------- |
| 1     | Südkorea           | Kim Woo-jin Lim Si-hyeon         |
| 2     | Deutschland        | Florian Unruh Michelle Kroppen   |
| 3     | Vereinigte Staaten | Brady Ellison Casey Kaufhold     |
| 4     | Indien             | Dhiraj Bommadevara Ankita Bhakat |
| 5     | Italien            | Mauro Nespoli Chiara Rebagliati  |
| 5     | Japan              | Junya Nakanishi Satsuki Noda     |
| 5     | Mexiko             | Matías Grande Alejandra Valencia |
| 5     | Spanien            | Pablo Acha Elia Canales          |

## Qualifikation
Folgende Nationen sicherten sich Quotenplätze:
| Nation                       | Männer | Männer     | Frauen | Frauen     | Mixed      | Gesamt   |
| Nation                       | Einzel | Mannschaft | Einzel | Mannschaft | Mannschaft | Athleten |
| ---------------------------- | ------ | ---------- | ------ | ---------- | ---------- | -------- |
| Ägypten                      | 1      |            | 1      |            | X          | 2        |
| Amerikanische Jungferninseln | 1      |            |        |            |            | 1        |
| Argentinien                  | 1      |            |        |            |            | 1        |
| Aserbaidschan                |        |            | 1      |            |            | 1        |
| Australien                   | 1      |            | 1      |            | X          | 2        |
| Bangladesch                  | 1      |            |        |            |            | 1        |
| Bhutan                       | 1      |            |        |            |            | 1        |
| Brasilien                    | 1      |            | 1      |            | X          | 2        |
| Chile                        | 1      |            |        |            |            | 1        |
| China                        | 3      | X          | 3      | X          | X          | 6        |
| Chinesisch Taipeh            | 3      | X          | 3      | X          | X          | 6        |
| Dänemark                     |        |            | 1      |            |            | 1        |
| Deutschland                  | 1      |            | 3      | X          | X          | 4        |
| El Salvador                  | 1      |            |        |            |            | 1        |
| Estland                      |        |            | 1      |            |            | 1        |
| Finnland                     | 1      |            |        |            |            | 1        |
| Frankreich                   | 3      | X          | 3      | X          | X          | 6        |
| Großbritannien               | 3      | X          | 3      | X          | X          | 6        |
| Guinea                       |        |            | 1      |            |            | 1        |
| Indien                       | 3      | X          | 3      | X          | X          | 6        |
| Indonesien                   | 1      |            | 3      | X          | X          | 4        |
| Israel                       | 1      |            | 1      |            | X          | 2        |
| Italien                      | 3      | X          | 1      |            | X          | 4        |
| Iran                         |        |            | 1      |            |            | 1        |
| Japan                        | 3      | X          | 1      |            | X          | 4        |
| Kanada                       | 1      |            | 1      |            | X          | 2        |
| Kasachstan                   | 3      | X          |        |            |            | 3        |
| Kolumbien                    | 3      | X          | 1      |            | X          | 4        |
| Kuba                         | 1      |            |        |            |            | 1        |
| Luxemburg                    | 1      |            |        |            |            | 1        |
| Malaysia                     |        |            | 3      | X          |            | 3        |
| Mexiko                       | 3      | X          | 3      | X          | X          | 6        |
| Moldau                       | 1      |            | 1      |            | X          | 2        |
| Mongolei                     | 1      |            |        |            |            | 1        |
| Niederlande                  | 1      |            | 3      | X          | X          | 4        |
| Österreich                   |        |            | 1      |            |            | 1        |
| Polen                        |        |            | 1      |            |            | 1        |
| Puerto Rico                  |        |            | 1      |            |            | 1        |
| Rumänien                     |        |            | 1      |            |            | 1        |
| San Marino                   |        |            | 1      |            |            | 1        |
| Slowakei                     |        |            | 1      |            |            | 1        |
| Slowenien                    | 1      |            | 1      |            | X          | 2        |
| Spanien                      | 1      |            | 1      |            | X          | 2        |
| Südafrika                    | 1      |            |        |            |            | 1        |
| Südkorea                     | 3      | X          | 3      | X          | X          | 6        |
| Tschad                       | 1      |            |        |            |            | 1        |
| Tschechien                   | 1      |            | 1      |            | X          | 2        |
| Tunesien                     |        |            | 1      |            |            | 1        |
| Türkei                       | 3      | X          | 1      |            | X          | 4        |
| Ukraine                      | 1      |            | 1      |            | X          | 2        |
| Usbekistan                   | 1      |            | 1      |            | X          | 2        |
| Vereinigte Staaten           | 1      |            | 3      | X          | X          | 4        |
| Vietnam                      | 1      |            | 1      |            | X          | 2        |
| Gesamt: 53 NOKs              | 64     | 12         | 64     | 12         | 27         | 128      |